# 初彭龄
初彭龄（1749年—1825年），字颐园，山东莱阳市姜疃镇北黄村人。清代政治人物。官至工部尚書。

## 生平
乾隆十八年（1753年）迁居至今青岛市即墨区金口镇海堤村。乾隆三十六年（1771年），帝巡幸山东，賜舉人，乾隆四十五年（1780年）中进士，选庶吉士，散馆授翰林院编修。乾隆五十四年（1789年），迁江南道御史，劾彭元瑞徇私为婿侄营事，又劾江西巡抚陈淮貪瀆。迁兵部侍郎。
嘉庆四年（1799年），出任云南巡抚，當時雲南盐价昂贵，掺灰土，云南总督富纲议改时民运民销，得到初彭龄支持，又参劾兵部侍郎江兰失職。嘉庆九年（1804年），誤信湖北巡抚高杞之言，上疏参劾吴熊光。由於查無實證，初彭龄被撤职。次年起复为内阁学士兼礼部侍郎。查办西宁盐务。歷任山西巡抚、陕西巡抚。嘉庆十五年（1810年）被刘大观劾奏“任性乖张，不学无术。”道光元年（1821年），擔任兵部尚书。道光四年（1824年），退休。翌年卒。葬于京西山吕村。《清史稿》有傳。

## 親屬
弟初喬齡，子初銘峻。

## 延伸阅读
[在维基数据编辑]
 《清史稿·卷355》，出自趙爾巽《清史稿》

## 外部連結
- 初彭齡（页面存档备份，存于） 中研院史語所

| 官衔          | 官衔                                                                                           | 官衔          |
| ------------- | ---------------------------------------------------------------------------------------------- | ------------- |
| 前任： 陳嗣龍 | 提督福建學政 嘉慶三年八月十一壬寅（1798年9月20日）任 嘉慶四年三月十四壬申（1799年4月18日）召還 | 繼任： 錢福胙 |
| 前任： 劉鐶之 | 兵部漢尚書 嘉慶十九年六月辛巳－嘉慶二十年正月丁酉 （1814年8月7日－1815年2月19日）              | 繼任： 吳璥   |
| 前任： 茹棻   | 兵部漢尚書 道光元年八月癸巳－道光元年十二月癸巳 （1821年9月11日－1822年1月9日）                | 繼任： 戴聯奎 |